# Рашид ел Дин Хамадани
Рашид ал-Дин Хамадани (перс. رشیدالدین فضل‌الله همدانی - Rashid-al-Din Hamadani, 1247–1318) био је државник, историчар и лекар у монголској Персији.
Прешавши на ислам до 30. године, Рашид ал-Дин је постао моћни везир Илкана, Газан. Касније му је Газан наручио да напише Џами ал-Таварик, који се сада сматра најважнијим појединачним извором за историју периода Илканата и Монголског царства. Свој положај везира задржао је до 1316. године.
Након што је оптужен за тровање Илканидског краља Олџеиту, погубљен је 1318. године.
Историчар Морис Росаби назива Рашида ал-Дина „вероватно најистакнутијом фигуром у Персији током монголске владавине“. Он је био плодан аутор и основао је академску фондацију Раб-е Рашиди у Табризу.

## Биографија
Рођен је у јеврејској породици у Хамадану у Персији, у то време под влашћу монголског Илканата. Примивши ислам пре 30. године, постао је везир Махмуда Газана (1271-1304), монголског владара Ирана (Илкана). По Газановом наређењу написао је Сабране Хронике (арап. جامع التواريخ-Jami' al-tawarikh), која се данас сматра најважнијим извором за историју Монголског царства. Књига је била замишљена као историја Монгола и њихове династије, али је временом нарасла и обухватила сву историју од Адама до Рашидовог времена; написана је у периоду 1307-1316.
Остао је на положају везира све до 1316, али је оптужен за покушај тровања Илканатског владара Ољаитуа (1304-1316) и погубљен 1318. Историчар Морис Росаби (Morris Rossabi) назвао је Рашид-ал-Дина можда најистакнутијом личношћу Персије током монголске власти.

## Зборник хроника
Зборник хроника (Jāmiʿ al-Tawārīkh) је наручио Газан и у почетку је представљао историју Монгола и њихове династије, али се постепено проширио на читаву историју од времена Адама до Рашид ал-Диновог времена.
Рашиду је помагао Болад, монголски племић који је био изасланик Великог кана на двору Илканида. Болад му је пружио много података о Монголима.
Компендијум је завршен између 1307. и 1316. године, за време владавине Ољајитуа.

### Радионица калиграфије: Раб' и-Рашиди
Рад је изведен у детаљном скрипторијуму Раб'-е Рашиди у Казвину, где је велики тим калиграфа и илустратора био упослен за производњу раскошно илустрованих књига. Ове књиге су такође могле да се копирају, уз очување тачности, коришћењем процеса штампања увезеног из Кине.
Дело је у време завршетка, око 1307, било монументалне величине. Неколико делова није сачувано или откривено. Делови Jāmiʿ al-Tawārīkh су преживели у раскошно илустрованим рукописима, за које се верује да су настали током његовог живота и можда под његовим директним надзором у радионици Раб-е Рашиди.

### Историографски значај
Том I и II Jāmiʿ al-Tawārīkh су сачувани и од великог су значаја за проучавање Илкханата. Том I  „садржи историју турских и монголских племена, укључујући њихове племенске легенде, генеалогије, митове и историју монголских освајања од времена Џингис-кана до краја владавине Газан-кана“ док II том описује „историју свих народа са којима су се Монголи борили или са којима су размењивали амбасаде“. У свом приповедању све до владавине Монгке Кана (1251–1259), Ата-Малик Џувајни је био главни извор Рашида ал-Дина; међутим, он је такође користио бројне сада изгубљене далекоисточне и друге изворе. Јами ал-Таварик је можда најсвеобухватнији персијски извор о монголском периоду. За период Џингис-кана, његови извори су укључивали сада изгубљени Altan Debter („Златна књига“). Чини се да је његово поступање према Илканидском периоду пристрасно, јер је и сам био високи званичник, али се и даље сматра највреднијим писаним извором за династију.
Трећи том је или изгубљен или никада није завршен; њена тема је била „историјска географија“.
Најважнија историографска заоставштина Џами ал-Таварика може бити његова документација културног мешања и динамике која је уследила која је довела до величине Персијског и Отоманског царства, чији су многи аспекти пренети у Европу и утицали на ренесансу. Ово је био производ географског проширења Монголског царства, и најјасније се одражава у овом раду Рашида ал-Дина. Текст описује различите народе са којима су Монголи ступили у контакт и један је од првих покушаја да се превазиђе појединачна културна перспектива и да се историја третира на универзалном нивоу. Џами је покушао да пружи историју целог света тог доба, иако су многи делови изгубљени.
Један од томова Јами ал-Таварика бави се опсежном историјом Франака (1305/1306), вероватно заснованом на информацијама од Европљана који су радили под Илканатима као што су Изол Пизански или доминикански фратари, што је генерално конзистентан опис са многим детаљима о европској политичкој организацији, употребом mappae mundi од стране италијанских помораца и хронологијама владавине које су изведене из хронике Мартина од Опаве (умро 1278).

### Пренос књига: штампање и превод
Рашид ал-Дин је такође сакупио све своје композиције у један том, под називом Jami' al-Tasanif al-Rashidi („Рашидова сабрана дела”), заједно са мапама и илустрацијама. Чак је наложио да се нека од његових краћих дела, о медицини и влади, преведу на кинески. Свако ко је желео, добио је приступ његовим делима и подстицан је да их копира. Да би се то олакшао, издвојио је фонд за плаћање годишње транскрипције два комплетна рукописа његових дела, једног на арапском и једног на персијском.
Процес штампања који се користио у радионици је описао Рашид ал-Дин и веома личи на процесе који се користе у великим штампарским подухватима у Кини под Фенг Даом (932–953):
Када се пожели било која књига, вешт калиграф је правио копију на таблама и пажљиво су је исправљали лектори чија су имена била исписана на полеђини плоча. Слова су затим изрезали стручни гравери, а све странице књиге су узастопно нумерисане. По завршетку, таблете су стављане у запечаћене вреће да их чувају поуздане особе, а ако је неко желео примерак књиге, плаћао је трошкове које је одредила влада. Таблете су затим извађене из врећа и отиснуте на листове папира да би се добили одштампани листови по жељи. На овај начин се нису могле вршити измене и документи су се верно преносили. У оквиру овог система наложио је да се направе копије, позајмио их пријатељима и позвао их да их препишу и врате оригинале. Имао је арапске преводе дела која је компоновао на персијском, и персијске преводе дела компонованих на арапском. Када су преводи били припремљени, он их је депоновао у џамијску библиотеку Раб-е Рашидија.

### Оптужбе за ауторство и плагијат
Ауторство Џами ал-Таварика је доведено у питање по неколико основа.
Абу ал-Касим Кашани (умро 1324), који је написао најважнији постојећи савремени извор о Олџеиту, тврдио је да је он сам био прави аутор Џами ал-Таварика, „за који је Рашид ал-Дин украо не само заслуге, већ и веома значајне финансијске награде.“
Према Encyclopædia Iranica, „Иако постоји мало разлога да се сумња у Рашид-ал-Диново свеукупно ауторство Јаме ал-таварика, рад се генерално сматра колективним напором, који су делимично извели истраживачки асистенти.“ Кашани је можда био један од тих помоћника.
Неки су такође тврдили да је то био превод монголског оригинала.

## Рефренце
1. ↑  "Rashid ad-Din". Encyclopædia Britannica. 2007. Encyclopædia Britannica Online. Accessed 11 April 2007.
2. 1 2 3 4 5  Morgan, D.O. (1994). „Rāshid Al-Dīn Tabīb”. Encyclopaedia of Islam. 8 (2nd изд.). Brill Academic Publishers. стр. 145—148. ISBN 9789004098343.
3. ↑  Genghis Khan: World Conqueror? (Introduction by Morris Rossabi) (PDF). www.blackwellpublishing.com.
4. ↑  „JĀMEʿ AL-TAWĀRIḴ – Encyclopaedia Iranica”. www.iranicaonline.org. Приступљено 11. 02. 2020.
5. ↑  Genghis Khan: World Conqueror? Introduction by Morris Rossabi http://www.blackwellpublishing.com/content/BPL_Images/Content_store/Sample_chapter/9780631189497/GK_sample_chap.pdf
6. ↑  The large literature on these includes: S. Blair, A compendium of chronicles : Rashid al-Din’s illustrated history of the world, 1995, 2006  1-874780-65-X (contains a complete set of the folios from Khalili collection, with discussion of the work as a whole); B. Gray, The 'World history' of Rashid al-Din: A study of the Royal Asiatic Society manuscript, Faber, 1978.  0-571-10918-7..  See the article on the work for more
7. 1 2 3 4 5  Lunde, Paul; Mazzawi, Rosalind (1981). „A History of the World”. Saudi Aramco World. 32 (1). Архивирано из оригинала 07. 02. 2012. г. Приступљено 04. 09. 2022.
8. ↑  Jackson, стр. 329–330
9. ↑  Joseph Needham, Science and Civilisation in China. v.5, "Paper and Printing", ed. Tsien Tsuen-hsuin. Cambridge University Press, 1985. p. 306–307.
10. 1 2  Jāmeʿ al-Tawāriḵ at Encyclopædia Iranica